# Hypochromasie
Als Hypochromasie bezeichnet man eine unzureichende Beladung der roten Blutkörperchen mit dem Blutfarbstoff Hämoglobin. Die roten Blutzellen zeigen im Blutbild nur einen schmalen Hämoglobin-Randsaum (Anulozyten, „Ringzellen“), der MCH-Wert ist erniedrigt. Eine Hypochromasie ist typisch für die Eisenmangelanämie oder bei einer Bleivergiftung.
Eine erhöhte Beladung der roten Blutkörperchen mit Hämoglobin nennt man Hyperchromasie, eine unterschiedliche Polychromasie.